# 숀 윌리엄 스콧
숀 윌리엄 스콧(Seann William Scott, 1976년 10월 3일 ~ )은 미국의 배우이다.

## 출연 작품

### 영화
- 아메리칸 파이 (1999)
  - 아메리칸 파이 2 (2001)
  - 아메리칸 파이 3: 아메리칸 웨딩 (2003)
  - 아메리칸 파이: 19금 동창회 (2012)
- 파이널 데스티네이션 (2000)
- 내 차 봤냐? (2000)
- 로드 트립 (2000)
- 에볼루션 (2001)
- 제이 앤 사일런트 밥 (2001)
- 웰컴 투 더 정글 (2003)
- 올드 스쿨 (2003)
- 방탄승 (2003)
- 해저드 마을의 듀크 가족 (2005)
- 사우스랜드 테일 (2006)
- 미스터 우드콕 (2007)
- 사람 만들기 (2008)
- 캅 아웃 (2010)
- 잭애스 3D (2010)
- 원펀치 (2011)
- 무비 43 (2013)
- 슈퍼 트루퍼스 2 (2018)
- 잭팟! (2024)

### 애니메이션 영화
- 아이스 에이지 2 (2006)
  - 아이스 에이지 3: 공룡시대 (2009)
  - 아이스 에이지 4: 대륙 이동설 (2012)
  - 아이스 에이지: 지구 대충돌 (2016)
  - 아이스 에이지 6 (2026 예정)
- 플래닛 51 (2009)

### 텔레비전
- 새터데이 나이트 라이브 (2001)
- 필라델피아는 언제나 맑음 (2013)
- 리썰 웨폰 (2018-19)

### TV 애니메이션
- 아이스 에이지: 매머드 크리스마스 (2011) - TV 스페셜
- 아이스 에이지: 알 찾기 대소동 (2016) - TV 스페셜